# Semiothisa crassata
Semiothisa crassata là một loài bướm đêm trong họ Geometridae.